# Tamás Cseh
Tamás Cseh (n. 22 ianuarie 1943, Budapesta, Regatul Ungariei – d. 7 august 2009, Budapesta, Ungaria) a fost un cântăreț, compozitor, interpret de muzică pop maghiar.

## Discografie
- 1977 Levél nővéremnek (cu Másik János)
- 1978 Antoine és Désiré
- 1979 Fehér babák takarodója
- 1981 Műcsarnok
- 1983 Frontátvonulás szöveg Arhivat în 13 decembrie 2011, la Wayback Machine.
- 1984 Jóslat
- 1984 Cimbora (disc pt. copii cu Másik Jánossal)
- 1987 Utóirat
- 1988 Mélyrepülés (text de Csengey Dénes; esszé a lemezről Arhivat în 14 februarie 2005, la Wayback Machine.)
- 1989 Vasárnapi nép
- 1990 Cseh Tamás – Bereményi Géza disc selecții
- 1990 Új dalok
- 1993 Nyugati pályaudvar
- 1994 Levél nővéremnek II. (cu Másik Jánossal) szöveg Arhivat în 10 aprilie 2005, la Wayback Machine.
- 1997 A telihold dalai
- 2000 Levélváltás: disc promoțional cu 6 melodii cu formația Republic együttessel
- 2000 Levélváltás (cu Republic)
- 2003 Jóslat a metrón disc concert (szöveg)
- 2004 A véletlen szavai
- 2004 Az igazi levél nővéremnek (cu Másik János)
- 2004 Ady (pe poeziile lui Novák János)
- 2007 Esszencia (selecții disc dublu)[4]
- 2008 Fel nagy örömre! Cântece de Crăciun
- 2008 Ózdi koncert '96 Live
- 2009 A DAL nélkül arhive din 1973, cu formația Ad Libitum [5]
- 2010 "Eszembe jutottál - főhajtás Cseh Tamás előtt". CD în memoria lui Cseh Tamás.

### Cărți scrise de Cseh Tamás
- (1997) Cseh Tamás: Hadiösvény. Kiadó: DEE-SIGN a HSTART közreműködésével ISBN 963-04-9234-2
- (2006) Cseh Tamás: Csillagokkal táncoló Kojot. Méry Ratio Kiadó ISBN 8088837936